# Bad Season
Albums de Tech N9ne
Seepage
(2010) All 6's and 7's
(2011)
Bad Season est la première mixtape du rappeur Tech N9ne, publiée le 23 décembre 2010 en téléchargement gratuit et sortie sur support CD le 25 janvier 2011.

## Liste des titres

### Version téléchargement gratuit
| No  | Titre                                                                               | Contient un (des) sample(s) de | Durée |
| --- | ----------------------------------------------------------------------------------- | ------------------------------ | ----- |
| 1.  | Bad Season Skit (featuring Jeff Nelson)                                             |                                | 1:17  |
| 2.  | Table and Chest Stress                                                              |                                | 2:04  |
| 3.  | Sex to the Beat (featuring Bizzy, Krizz Kaliko et Kutt Calhoun)                     |                                | 4:08  |
| 4.  | No More Music by the Suckas (featuring Black Vain, Krizz Kaliko et Oobergeek)       |                                | 3:48  |
| 5.  | Bad Season (featuring Krizz Kaliko, Nesto et Tonesha Sanders)                       |                                | 3:15  |
| 6.  | Somethin' to See (featuring Irv Da Phenom et Krizz Kaliko)                          |                                | 3:56  |
| 7.  | Ego Trippin' (featuring Krizz Kaliko)                                               |                                | 1:51  |
| 8.  | All Day All Night (featuring Krizz Kaliko)                                          |                                | 3:26  |
| 9.  | Hard Liquor                                                                         |                                | 3:54  |
| 10. | Livin' Like I'm Dyin' (featuring Godemis, Krizz Kaliko, Kutt Calhoun et Ubiquitous) |                                | 4:34  |
| 11. | Down for the Block (featuring Big Scoob, Jay Rock & Kutt Calhoun)                   | Bout Ta' Bubble de Tech N9ne   | 4:23  |
| 12. | Lick Your Teeth (featuring Irv Da Phenom, Krizz Kaliko et Tonesha Sanders)          |                                | 2:29  |
| 13. | Losin' My Mind                                                                      |                                | 1:59  |
| 14. | The People Speak Skit                                                               |                                | 0:48  |
| 15. | This Ring (featuring Dontez Yates)                                                  |                                | 5:12  |
| 16. | This Ring Outro                                                                     |                                | 0:26  |
| 17. | The Rain (featuring Alyia Yates, Lecoya Lejeune et Reign Yates)                     |                                | 4:16  |
| 18. | Come Gangsta (featuring Krizz Kaliko)                                               |                                | 5:42  |

### Version CD
| No  | Titre                                                                               | Contient un (des) sample(s) de | Durée |
| --- | ----------------------------------------------------------------------------------- | ------------------------------ | ----- |
| 1.  | Bad Season Skit (featuring Jeff Nelson)                                             |                                | 1:12  |
| 2.  | Table and Chest Stress                                                              |                                | 2:05  |
| 3.  | Sex to the Beat (featuring Bizzy, Krizz Kaliko et Kutt Calhoun)                     |                                | 4:10  |
| 4.  | No More Music by the Suckas (featuring Black Vain, Krizz Kaliko et Oobergeek)       |                                | 3:48  |
| 5.  | Bad Season (featuring Krizz Kaliko, Nesto et Tonesha Sanders)                       |                                | 3:27  |
| 6.  | Somethin' to See (featuring Irv Da Phenom et Krizz Kaliko)                          |                                | 3:55  |
| 7.  | Ego Trippin' (featuring Krizz Kaliko)                                               |                                | 1:50  |
| 8.  | All Day All Night (featuring Krizz Kaliko)                                          |                                | 3:28  |
| 9.  | Livin' Like I'm Dyin' (featuring Godemis, Krizz Kaliko, Kutt Calhoun et Ubiquitous) |                                | 5:10  |
| 10. | Down for the Block (featuring Big Scoob, Jay Rock & Kutt Calhoun)                   | Bout Ta' Bubble de Tech N9ne   | 4:23  |
| 11. | Lick Your Teeth (featuring Irv Da Phenom, Krizz Kaliko et Tonesha Sanders)          |                                | 2:31  |
| 12. | Losin' My Mind                                                                      |                                | 3:06  |
| 13. | Curious (What Up Wit Ya Girl) (featuring Irv Da Phenom et Royce da 5'9")            |                                | 4:30  |
| 14. | Speed of Sound (Acapella)                                                           |                                | 1:08  |
| 15. | Blammers and Burners (Acapella)                                                     |                                | 1:24  |
| 16. | Move (Acapella Remix)                                                               |                                | 1:03  |